# Superintendência da Moeda e do Crédito
A Superintendência da Moeda e do Crédito (SUMOC) foi a autoridade monetária anterior a criação do Banco Central do Brasil. Com a sua criação, algumas das funções que cabiam ao Banco do Brasil são repassadas a esse órgão, como o Tesouro Nacional e a Caixa de Amortização. Foi extinto efetivamente em 31 de março de 1965, quando o Banco Central do Brasil começou as suas atividades.

## História
A SUMOC foi instituída através do Decreto-Lei nº 7.293, de 2 de fevereiro de 1945 com a finalidade de exercer o controle do mercado monetário no Brasil, por exigência do Banco Mundial e do FMI, preparando a organização de um Banco Central. Era subordinado ao Ministério da Fazenda e tinha como seu dirigente máximo o Diretor-Executivo, orientada por um Conselho presidido pelo Ministro da Fazenda, também composto pelos seguintes membros: o Presidente do Banco do Brasil S.A., os diretores da Carteira de Câmbio, da Carteira de Redesconto, da Caixa de Mobilização e Fiscalização Bancária, além do Diretor-Executivo da Superintendência. Além disso, o Diretor-Executivo representava o Brasil junto a organismos internacionais, assim como atualmente, quem representa é o Presidente do Banco Central do Brasil.
Apesar de a SUMOC ter sido criada em 1945, sua atuação é mais evidente a partir de 1950. Foi um órgão que antecedeu a criação do Banco Central do Brasil e teve atuação estrita à fiscalização bancária, à elaboração de estatísticas e à determinação do depósito compulsório .

## Principais atribuições
Segundo o art. 3º do Decreto-Lei nº 7.293, de 2 de fevereiro de 1945, competia à Superintendência da Moeda e do Crédito:
- Requerer emissão de papel-moeda ao Tesouro Nacional;
- Receber, com exclusividade, depósitos de bancos;
- Delimitar, quando julgar necessário, as taxas de juros a abonar às novas contas, pelos bancos, casas bancárias e caixas econômicas;
- Fixar, mensalmente, as taxas de redesconto e juros dos empréstimos a bancos, podendo vigorar taxas e juros diferentes, tendo em vista as regiões e peculiaridades das transações;
- Autorizar a compra e venda de ouro ou de cambiais;
- Autorizar empréstimos a bancos por prazo não superior a cento e vinte (120) dias, garantidos por títulos do Governo Federal até o limite de noventa por cento (90%) do valor da Bolsa;
- Orientar a fiscalização dos bancos;
- Orientar a política de câmbio e operações bancárias em geral;
- Promover a compra e venda de títulos do Governo Federal em Bolsa;
- Autorizar o redesconto de títulos e empréstimos a bancos nos termos da legalização que vigorar.

## Lista de dirigentes
- José Vieira Machado (05.02.1945 a 08.02.1951);
- Renato Pereira dos Santos - interino (08 a 22.02.1951);
- Walther Moreira Salles (22.02.1951 a 08.05.1952);
- Egydio da Câmara Souza (08.05.1952 a 19.09.1952);
- José Soares Maciel Filho (19.09.1952 a 31.08.1954);
- Octávio Gouvêa de Bulhões (31.08.1954 a 17.05.1955);
- Prudente de Moraes Neto (17.05.1955 a 18.10.1955);
- Inar Dias de Figueiredo (18.10.1955 a 12.03.1956);
- Eurico de Aguiar Salles (03.1956 a 11.1957);
- José Joaquim Cardozo de Mello Neto (11.1957 a 07.1958);
- José Garrido Torres (07.1958 a 08.1959);
- Marcos de Sousa Dantas (08.1959 a 01.06.1960);
- Francisco Vieira de Alencar (01.06.1960 a 31.01.1961);
- Octávio Gouvêa de Bulhões (31.01.1961 a 31.12.1962);
- Júlio de Souza Avellar (01 a 31.01.1963);
- Octavio Augusto Dias Carneiro (01.02.1963 a 05.1964);
- Luiz de Paula Figueira (05.1964);
- Dênio Chagas Nogueira (13.05.1964 a 31.03.1965).